# بوالماری
بوالماری (به لاتین: Boalmari) یک منطقهٔ مسکونی در بنگلادش است که در ناحیه فریدپور واقع شده‌است. بوالماری ۲۷۲٫۳۴ کیلومتر مربع مساحت و ۱۹۰٬۱۵۹ نفر جمعیت دارد.